# Saint-Ouen-d’Aunis
Saint-Ouen-d’Aunis település Franciaországban, Charente-Maritime megyében. Lakosainak száma 2133 fő (2022. január 1.). Saint-Ouen-d’Aunis Andilly, Longèves, Sainte-Soulle, Saint-Xandre, Vérines és Villedoux községekkel határos.

## Népesség
A település népessége az elmúlt években az alábbi módon változott:
| Lakosok száma | 246  | 524  | 612  | 1136 | 1412 | 1612 | 1730 | 1897 | 1983 | 2133 |
|               | 1968 | 1982 | 1990 | 2006 | 2013 | 2015 | 2017 | 2019 | 2020 | 2022 |